# U–42
Az U–42 tengeralattjárót a német haditengerészet rendelte a brémai AG Wesertől 1936. november 21-én. A hajót 1938. július 15-én vették hadrendbe. Pályafutása során egy hajót rongált meg.

## Pályafutása
Az U–42 első és egyben utolsó őrjáratára 1939. október 2-án futott ki Wilhelmshavenből, kapitánya Rolf Dau sorhajóhadnagy volt. Október 13-án a tengeralattjáró fedélzeti fegyvereivel támadt a Stonepool nevű brit gőzösre. A kereskedelmi hajó viszonozta a tüzet, és az U–42 kénytelen volt sietve lemerülni, úgyn, hogy a fedélzeti löveg kezelői kénytelenek voltak a tengerbe ugrani. Kicsivel később a búvárhajó ismét felemelkedett, hogy felszedje a lövegkezelőket. A gőzös vészjelzésére a helyszínre érkezett a Brit Királyi Haditengerészet két rombolója, az HMS Ilex és az HMS Imogen, amelyek mélységi bombákkal elpusztították a tengeralattjárót. A 46 fős legénységből 20-an élték túl a támadást.

## Kapitány
| Név      | Kezdőnap         | Zárónap           |
| -------- | ---------------- | ----------------- |
| Rolf Dau | 1939. július 15. | 1939. október 13. |

## Őrjáratok
| Indulás       | Indulónap        | Érkezés | Zárónap           |
| ------------- | ---------------- | ------- | ----------------- |
| Wilhelmshaven | 1939. október 2. | *       | 1939. október 13. |

* A hajó nem érte el úti célját, elsüllyesztették

## Megrongált hajó
| Dátum             | Hajó neve | Nemzetisége        | Brt  | Konvoj |
| ----------------- | --------- | ------------------ | ---- | ------ |
| 1939. október 13. | Stonepool | Egyesült Királyság | 4803 | OB–17  |